# Növényhibridizációs kísérletek
A növényhibridizációs kísérletek hosszú évek borsóval végzett kísérleti munkájának eredménye. Mendel írásában 7 jegyet hasonlít össze. Kifejti, hogy egy örökíthető jegy domináns lesz a recesszív megfelelőjével szemben. Ezt a modellt később Mendeli öröklődésként emlegetik.
A növényhibridizációs kísérletekben határtalan lehetőséget kínál a "génsebészet".
Az amerikai Monsanto cég tudósai az Agrobacterius tumefaciens nevű, növényi daganatkeltő
baktériumot vették vizsgálat alá. Kimetszették belőle a daganatkeltőgéneket, helyükbe egészséges géneket ültettek. E baktériummal aztán megfertőztek bizonyos növényeket, hogy a beültetett egészséges gének a növény saját DNS-láncolatába kerüljenek.
1983-ban olyan paradicsomot sikerült kifejleszteni, amelynek génjei hathatós védelmet
nyújtanak a dohány-horogféreggel, valamint a terméshozamot jelentősen visszavető dohánymozaik-vírussal szemben.  A kísérleti egyedek terméshozama 20-30%-kal nőtt.
A cambridge-i Növénytani Kutatóintézet tudósai hibridbúzát hoztak létre. 
E kutatásnál egy sórezisztens típus kifejlesztése volt a cél. Homoki kúszótarack sejtjeit ültették át a búza génjébe.

## Ajánlott szakirodalom
- Venetianer Pál: Génmódosított növények. Mire jók? Typotex Kiadó, 2010  helytelen ISBN kód: 963-2791-53-1